# LV Puchar Gordona Bennetta (balonowy)
55 Puchar Gordona Bennetta – zawody balonów wolnych o Puchar Gordona Bennetta zorganizowane w Gap-Tallard we Francji. Start nastąpił 10 września 2011 roku.

## Uczestnicy
Wyniki zawodów.
| Zajęte miejsce | Balon                  | Załoga Pilot Pomocnik pilota       | Kraj              | Czas lotu [h]   | Odległość [km]  | Miejsce lądowania    |
| -------------- | ---------------------- | ---------------------------------- | ----------------- | --------------- | --------------- | -------------------- |
| 1.             | F-PPSE Golden Eyes     | Sébastien Rolland Vincent Leys     | Francja           | 26:42           | 780,66          | Hadersdorf (AUT)     |
| 2.             | D-OWBA Warsteiner      | Matthias Zenge Frank Wilbert       | Niemcy            | 19:54           | 646,33          | Piding (GER)         |
| 3.             | D-OWBI Warsteiner      | Wilhelm Eimers Ulrich Seel         | Niemcy            | 19:24           | 623,21          | Unken (AUT)          |
| 4.             | G-CGOZ                 | David Hempleman-Adams Simon Carey  | Wielka Brytania   | 19:43           | 581,55          | Itter/Kufstein (AUT) |
| 5.             | D-OMFE                 | Barbara Fricke Peter Cuneo         | Stany Zjednoczone | 21:12           | 543,57          | Mayerhofen (AUT)     |
| 6.             | F-PALL                 | Benoit Pelard Benoît Péterlé       | Francja           | 18:38           | 517,14          | Innsbruck (AUT)      |
| 7.             | D-OWML Warsteiner      | Nicolas Tièche Pierrick Duvoisin   | Szwajcaria        | 18:34           | 492,41          | Kühtai (AUT)         |
| 8.             | D-ORZL Nicaero Nautilo | Gerald Stürzlinger Josef Scherzer  | Austria           | 17:57           | 475,56          | Leins/Pitztal (AUT)  |
| 9.             | HB-QKF MMTechnics      | Kurt Frieden Pascal Witpraechtiger | Szwajcaria        | 12:01           | 283,04          | Cantu (ITA)          |
| 10.            | N-707GH Delta Goodie   | Cheryl White Mark Sullivan         | Stany Zjednoczone | 12:33           | 206,55          | Asti (ITA)           |
| 11.            | D-OWBM Warsteiner      | Tobias Anzeneder Peter Krafczyk    | Niemcy            | 10:15           | 198,78          | Trino (ITA)          |
| -              | HB-QHP Ajoie           | Max Krebs Walter Gschwendtner      | Szwajcaria        | nie wystartował | nie wystartował | nie wystartował      |